# Plano diretor de transporte urbano
O Plano Diretor de Transporte Urbano (PDTU) é um importante instrumento para a orientação das ações executivas para investimentos em infra-estrutura, tanto no sistema viário, como nos sistemas de transporte coletivo, em especial os de maior capacidade (trem e metrô). Trata-se de um instrumento de ação governamental para a condução do processo de desenvolvimento dos sistemas de transporte (independente do nível de governo). O PDTU é o embrião de um processo de integração institucional e de cooperação entre as entidades metropolitanas: governo federal, estadual, municipal, agentes privados, trabalhadores, Universidades, consultores, pesquisadores do setor e a própria Sociedade Civil.
O resultado do PDTU é a matriz de origem-destino. Matrizes de origem-destino (OD) são essenciais para se avaliar as iniciativas de transporte. Tradicionalmente o desenvolvimento dessas matrizes implica num extenso estudo que envolve pesquisas em estradas, domicílios e a maior quantidade de dados disponível da região que se deseje avaliar. Esses dados podem ser de roletas de ônibus (coletivos em geral), metrô ou até mesmo contadores de veículos posicionados em vias de tráfego. O resultado obtido através das matrizes OD é a medição da volumetria de tráfego entre todos os locais da região de estudo (n-para-n). O local precisa ser delimitado e agregado de forma a fazer sentido tanto à engenharia de transportes quanto ao censo demográfico, pois em se tratando de uma pesquisa amostral, precisa se levar em conta um fator de expansão à população real.
Enfim, o PDTU é um estudo criterioso e abrangente, geralmente aplicado a grandes centros urbanos para compreender e avaliar a mobilidade da população, possibilitando alavancar projetos de melhoria no sistema de transporte, assim como avaliar a eficácia de projetos já realizados.